# رينغتارم

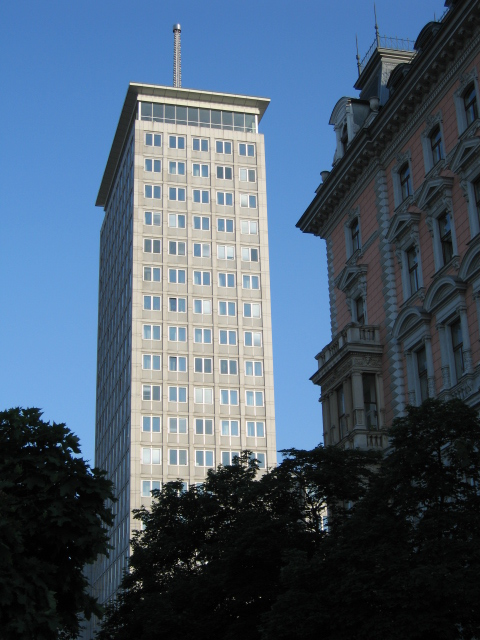
الرينجتورم ينظر إليه من Ringstrasse.

Ringturm هو مبنى في مدينة فيينا ، يقع في ngstraße .oltenstern وتم بناؤه بين عامي 1953 و1955 . كان جزءًا من مشروع لإعادة بناء المدينة بعد الحرب. كانت أول ناطحة سحاب في المدينة. تم تجديد الواجهة في عام 1996 .
المبنى هو ثاني أطول مبنى في Wiener Ringstraße ، ويبلغ 93 m هوائي 20 m. يتكون من 23 étages بمساحة 12 000 متر مربع من المكاتب.